# Marie Théodore Urbain Garbé
Marie Theodore Urbain Garbé, né le 25 mai 1769 à Hesdin (Picardie), mort le 10 juillet 1831 à Hesdin (Pas-de-Calais), est un général et homme politique français de la Révolution et de l’Empire.

## États de service
Il est nommé colonel le 27 décembre 1805. Il est promu général de brigade du génie le 24 novembre 1809. Il est créé baron de l’Empire le 5 août 1812. Il est promu commandeur de la Légion d'honneur le 29 juillet 1814. Chef du Génie du 1er Corps du  général Jean-Baptiste Drouet d'Erlon de l'Armée du Nord en 1815.
Après Waterloo, il siège au comité du génie et travaille à la défense des frontières. Il est fait chevalier de Saint-Louis. Le roi Louis XVIII lui accorde le titre de vicomte le 17 août 1822, et l'élève à la dignité de Grand officier de la Légion d'honneur le 2 octobre 1823. Il est nommé lieutenant général du génie le 3 octobre 1823.
Le 3 juillet 1830, il est élu député par le collège de département du Pas-de-Calais, et il est réélu le 5 juillet 1831 par le collège électoral du Pas-de-Calais de Montreuil, cinq jours avant sa mort.
Son nom est gravé sous l'Arc de triomphe de l'Étoile, 22e colonne.